# La Trampa (banda uruguaya)
La Trampa fue una banda de rock y hard rock de Montevideo, Uruguay, fundada en 1990 y disuelta en 2018.

## Historia
La Trampa surge de la mano de Garo Arakelian y Sergio Schellemberg a mediados de 1990, pero su primera actuación no sucederá hasta mayo de 1991. 
En agosto de 1991 La Trampa graba su primer demo, y en 1994 graba su primer disco "Toca y Obliga" en Estudio Records de Montevideo. Algunas de las canciones más conocidas de este disco debut son "Dulces Tormentos" y "Arma de Doble Filo". 
En 1996 la banda comienza a grabar su segundo disco: Calaveras, donde debuta como batería Álvaro (Alvin) Pintos. Algunas de las canciones más populares de este álbum son: "Yo sé quién soy", "Calaveras", "Mar de Fondo" y "Las Cruces del corazón". A lo largo de los noventa la popularidad de la banda crece y comienza a tocar en festivales masivos como el "Rock acá" de 1997, pero aún conservando su aire de banda under. En el 99' graban Resurrección, con temas como: "Vendas en el corazón", "Maldición" o "Contrapiso para el alma".
Con la llegada del 2000, la banda vive el alejamiento de Sergio Schellemberg (tecladista, fundador y compositor de varios temas) y es así que la responsabilidad de liderar a la banda cae en manos de Garo Arakelian. Es en esta etapa que la banda, impulsada por la nueva movida del rock nacional comienza a lograr popularidad, que se ve reafirmada en el 2002 con la salida de "Caída Libre", con temas como: "Caída libre", "Luna de marzo" o "Cruz diablo". 
En 2003 edita "Frente a frente", su primer disco en vivo, con dos canciones inéditas: "De nosotros dos", de Eduardo Mateo, y "De despedida", de Eduardo Darnauchans.
La banda continúa con sus espectáculos, quizás el más recordado con tres funciones a tope en el Teatro de Verano en la presentación de "Laberinto", su sexto disco, con temas como: "Puente de estrellas", Las décimas" o "El poeta dice la verdad". 
En junio del 2007 se aleja el bajista Carlos Ráfols, la banda desaparece de la escena local para regresar en mayo del 2008, cuando ingresa en estudios para grabar su próximo disco ahora con Diego Varela en bajo. Un disco alternativo, con diversos estilos musicales y líricos antes no tocados por la banda. Muchos críticos catalogan a "El Mísero Espiral de Encanto" como su mejor trabajo.[cita requerida] "El Mísero espiral de encanto" alcanzó la calidad de disco de platino en ventas.
Vuelven a los escenarios el 11 de agosto de 2008, en "Sueños Megadisco", en la ciudad de Minas. El 14 de noviembre presentaron su último disco en el Teatro De Verano, con localidades agotadas y con la participación por vez primera de Laura Romero en segunda guitarra, quedando así como invitada estable en todos los shows de La Trampa. 
En enero de 2009 participaron del mega festival Bahía Rock, desarrollado en La Paloma, junto a La Vela Puerca, No Te Va Gustar, Buitres y Trotsky Vengarán, frente a un público de más de 10 mil personas. Este concierto contó con la peculiaridad de reunir por primera vez a 5 de las bandas más populares de Uruguay.
El 8 de septiembre de 2016, en conmemoración de los 25 años de la creación de la banda, anuncian oficialmente su retorno a los escenarios luego de 6 años de inactividad grupal, en una presentación doble que, gracias a la gran convocatoria, se transforma en cinco Teatro de Verano los días 24, 25, 26, 30 y 31 de marzo de 2017, donde interpretarán canciones de su repertorio histórico y 2 canciones inéditas.
El 2 de abril de 2018 la banda a través de una publicación en su página de Facebook comunica la disolución de la misma.

## Miembros estables
- Garo Arakelian - guitarra líder (1991-2018)
- Alejandro Spuntone - voz (1993-2018)
- Carlos Ráfols - bajo (1993-2007 / 2017-2018)
- Diego Varela - bajo (2007-2017)
- Irvin Carballo - batería (2006-2018)

### Miembros anteriores
- Sergio Schellemberg - teclados (1991-2001)
- Gabriel Francia - bajo (1991-1993)
- Martín Rosas - voz (1991-1993)
- Nicolás Rodríguez - batería (1991)
- Daniel González - batería (1991-1995)
- Álvaro Pintos - batería (1996-2006)

### Músicos en vivo
- Laura Romero - segunda guitarra en vivo (2008-2010)

## Discografía

### Discos de estudio
1. Toca y Obliga (Orfeo. 1994)
2. Calaveras (Ayuí. 1997)
3. Resurrección (Koala Records. 1999)
4. Caída Libre (Koala Records. 2002)
5. Laberinto (Koala Records. 2005)
6. El Mísero Espiral de encanto (Bizarro Records 2008)

### Discos oficiales en vivo
- Frente a frente (Koala Records. 2003)
- Mar de Fondo (Bizarro Records. 2017)

### Discos recopilatorios
- Colección histórica (Bizarro Records. 2016)

## Lírica y música
Un rasgo característico de La Trampa es la lírica en sus canciones, las cuales contienen una cantidad de recursos literarios (metáforas, etc.) que las convierte en casi poemas.[cita requerida] Esto lo podemos ver a lo largo de todos los temas y en cada uno de sus discos (Toca y obliga, Calaveras, Resurrección, Caída Libre, Frente a Frente, Laberinto y El mísero espiral de encanto). La banda se caracteriza por innovar en sonido y recursos en cada uno de sus discos, pasando por un lenguaje roquero, tango, milonga, buscando no repetir fórmulas ya realizadas anteriormente.[cita requerida]

## Distinciones
- 2003: "Frente a frente" es disco de oro.
- 2004: Premios Graffiti ganan 2 premios: MEJOR SHOW NACIONAL (Talleres de Don Bosco – Setiembre de 2003) y ARTISTA DEL AÑO.
- 2006: Premios Graffiti ganando 5 premios: Mejor Artista según el público, Mejor Tema del Año (Las décimas), Mejor Compositor del Año (Garo Arakelian), Mejor Álbum del Año (Laberinto) y Mejor Grupo del Año.
- 2006: Reciben el título de "Honoris Causa del Centro de Estudiantes de Derecho de la Universidad de la República".
- 2008: "El mísero espiral de encanto" es disco de platino.
- 2009: Premios Grafiti ganan por votación popular ÁLBUM DEL AÑO.
- 2017: "Calaveras" es disco de oro por su reedición en 2016.
- 2017: El 17 de marzo el disco "Colección histórica" es disco de platino.
- 2017: Premios Graffiti Mejor edición especial La Trampa Colección Histórica.

## Espectáculos y Pilsen Rock
La banda ha participado en varias ediciones del Pilsen Rock: 2004, 2005 y 2006, el cual es considerado uno de los eventos más importantes de Rock and Roll en Uruguay.   
Otros shows importantes y significativos para la banda fueron: 
- 1991: El 3 de mayo es la primera presentación de la banda en el teatro El Tinglado, junto a Cadáveres Ilustres, con temas como: "Arma de Doble Filo" o "Vals".
- 1992: Se presentan en la Sala Verdi junto a Eduardo Darnauchans.
- 1993: El 14 de mayo es la primera presentación de la nueva formación en la Facultad de Arquitectura junto a El Cuarteto de Nos.
- 1997: Participan del Rock de Acá en el Teatro de Verano.
- 1998: Realizan varios espectáculos inolvidables como el Rock en ROU o el Rock de Acá II, además de tres presentaciones en La Factoría.
- 2000: Participan de dos festivales en el Teatro de Verano, el primero junto a La Renga y el segundo junto a Attaque 77.
- 2004: Abren el festival de Pilsen Rock.
- 2005: se presentan en el Parque de la Hispanidad volviendo al Pilsen Rock frente a 150.000 personas
- 2006: se encargan de cerrar el primer día del festival.
- 2003: Los días 12 y 13 de septiembre se realizan dos conciertos en el Teatro Talleres de Don Bosco y se graba el material para el disco "Frente a Frente".
- 2006: Llenan 3 Teatro de Verano en la presentación de "Laberinto".
- 2008: Vuelven al escenario en Sueños, Minas.
- 2008: Presentación del disco "El Mísero Espiral de Encanto", el 14 de noviembre, en el Teatro de Verano
- 2009: En marzo se presentaron en el Pilsen Rock.
- 2009: Reciben el premio al "Mejor Disco del Año" por "El Mísero Espiral de Encanto", por votación popular en los Premios Graffiti a la música uruguaya.
- 2009: Llenan 2 Trastiendas en Montevideo.
- 2009: Participan del Mega Festival "Flores Rock", con más de 10 mil espectadores.
- 2017: Llenan 5 Teatro de Verano en el retorno de la banda, los días 24, 25, 26, 30 y 31 de marzo.

## DVD y Libros

### DVD
- Mar de Fondo (Bizarro Records. 2017)

### Libros
- La Trampa Sin miedo en la oscuridad (Editorial Fin de Siglo. 2017)
- Caída Libre. La Trampa - Ramiro Sanchiz (Estuario Editora. 2017)
- Canciones al viento La arquitectura en la poética de La Trampa 1991 - 2008 (Edición independiente. 2017)